# ماتياس كونتي
ماتياس كونتي (بالإسبانية: Matías Conti)‏ (17 يناير 1990 بالأرجنتين - ) هو لاعب كرة قدم أرجنتيني في مركز الهجوم. لعب مع فيليز سارسفيلد ونادي بهانغ ‏ وDeportivo Merlo ‏ وCSyD Tristán Suárez ‏ وأونيفرسيداد دي كونسيبسيون ‏.

## وصلات خارجية
- ماتياس كونتي على موقع قاعدة بيانات كرة القدم.إي يو (الإنجليزية)
- ماتياس كونتي على موقع Soccerway.com (الإنجليزية)
- ماتياس كونتي على موقع AS.com (الإسبانية)